# Conny Mus

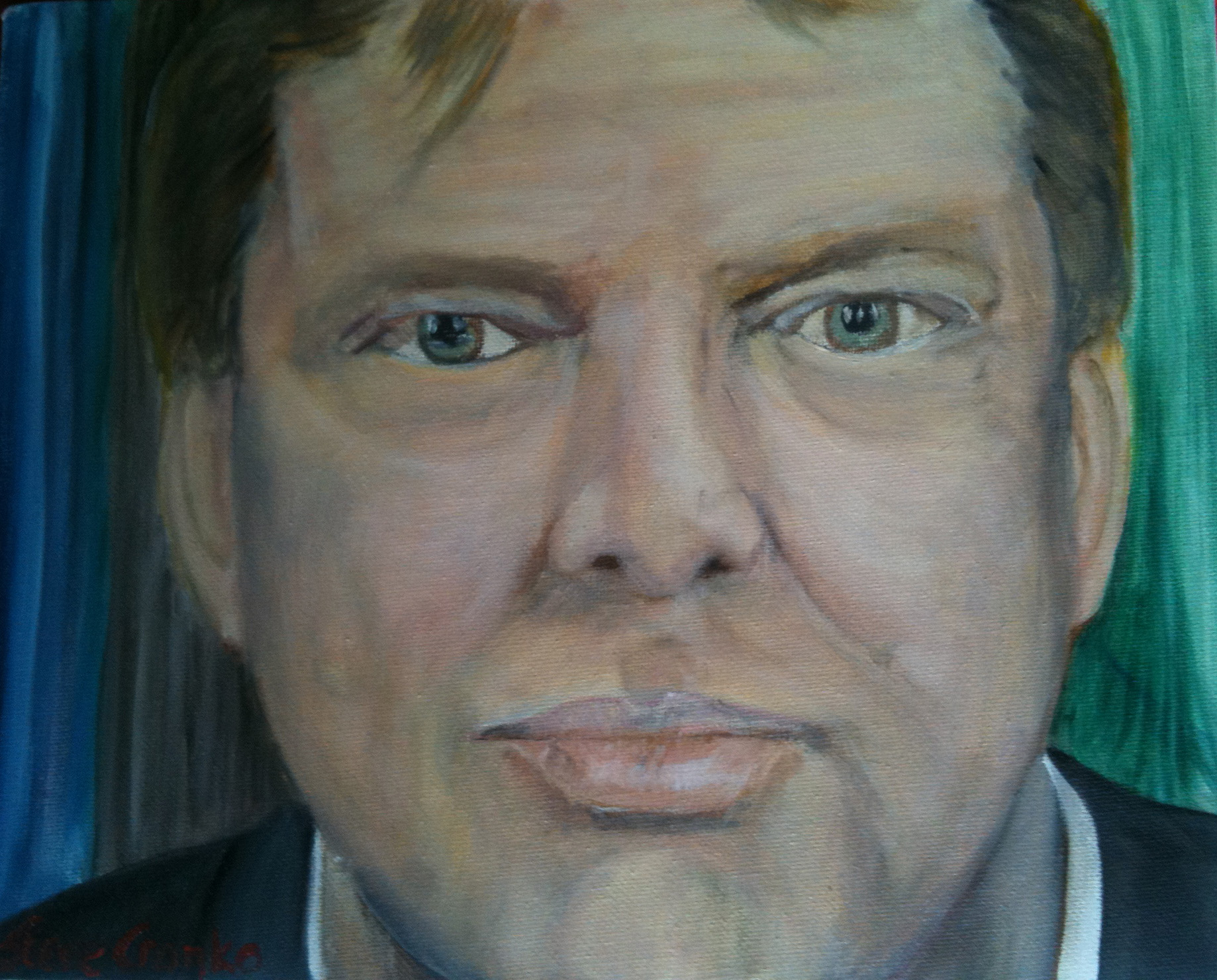
Porträt von Conny Mus

Cornelius „Conny“ Mus (* 21. Oktober 1950 in Amsterdam; † 20. August 2010 in Utrecht) war ein niederländischer Journalist.
Mus studierte an der Freien Universität Amsterdam und zog 1981 nach Israel, um dort einen Importhandel mit Zimmerpflanzen aus den Niederlanden zu beginnen. Das Unternehmen blieb erfolglos. Ab 1982 arbeitete Mus als Journalist in Jerusalem und gehörte nach fast drei Jahrzehnten Fernsehreportagen zu den bekanntesten Fernsehjournalisten in den Niederlanden. Für den Sender RTL Véronique (später „RTL 4“ genannt) erschien er seit dem Sendebeginn 1989 in mehr als 1.300 Reportagen. Von 1985 bis 2000 war Mus auch Korrespondent für CBN News in Jerusalem und war entscheidend am Aufbau des dortigen CBN Büros beteiligt. Er war zuletzt Vorsitzender der Foreign Press Association in Israel; ein Posten, den er bereits von 1990 bis 1995 innegehabt hatte.
Conny Mus starb am 20. August 2010 während eines Ferienaufenthaltes in Utrecht an Herzversagen.